# Muhabran
Muhabran je razloženo naselje v občini Trebnje. 
Muhabran stoji na dolgem oblem hrbtu nad Šentlovrencem in Kukenberkom. Njive se razprostirajo ob domačijah, po bregu in v dolini, v bližini pa je tudi nekaj vinogradov in prepadna kraška jama.